# Gurl.com
Gurl.com (يُنطق "جيرل دوت كوم")، كان موقع ويب أمريكي موجّهًا للفتيات المراهقات، واستمر نشاطه من عام 1996 حتى 2018. أنشأ الموقع كلٌّ من ريبيكا أوديس وإيستر دريل وهيذر ماكدونالد ليكون مصدرًا للمشورة حول قضايا المراهقات، مثل صورة الجسد، والجنسانية الأنثوية، وغيرها من المواضيع ذات الصلة. بدأ الموقع كـ مجلة إلكترونية مستقلة ثم توسع ليصبح مجتمعًا رقميًا. كما قدّم في فترةٍ ما خدمات بريد إلكتروني واستضافة مواقع مجانية تحت اسم Gurlmail وGurlpages.
في عام 1997، اشترت شركة Delia’s المتخصصة في بيع الملابس الموقع، ثم باعته إلى PriMedia عام 2001، والتي بدورها نقلته إلى iVillage في عام 2003. استحوذت عليه شركة Alloy (التي أصبحت لاحقًا Defy Media) في عام 2009، لكن الموقع توقف عن العمل نهائيًا بعد إغلاق Defy Media في عام 2018، وتم شراؤه لاحقًا من قبل Hearst Magazines، التي أعادت توجيه رابط الموقع إلى موقع Seventeen.
كان Gurl.com واحدًا من أولى المواقع الكبيرة الموجهة للفتيات المراهقات في الولايات المتحدة، وارتبط بقوة بـ ثقافة المجلات الإلكترونية المستقلة والموجة النسوية الثالثة. كما استُخدم في الدراسات الأكاديمية لفهم سلوك المراهقات على الإنترنت. وعلى عكس المجلات المخصصة للمراهقات في التسعينيات، تميز الموقع بنبرته الفكاهية، وتناوله غير التقليدي للموضوعات التي تهم المراهقات، فضلًا عن السماح للمستخدمين بالمشاركة بمقالات وأعمال فنية. وقد أدّت شعبية الموقع إلى تأليف منشئاته ثلاثة كتب نصائح للمراهقات، كان أولها Deal With It! A Whole New Approach to Your Body, Brain, and Life as a gURL عام 1999.
حصل Gurl.com على جائزة I.D. Magazine للوسائط التفاعلية عام 1997، كما نال جائزة ويبي Webby عام 1998. كما مُنحت مؤسساته جائزة مجلة نيويورك في عام 1997 تقديرًا لجهودهن. ومع ذلك، واجه الموقع مخاوف تتعلق بالخصوصية وانتقادات من الجهات المحافظة والمناهضة للمحتوى الإباحي بسبب موقفه الإيجابي تجاه التثقيف الجنسي.

## الجوائز
| السنة | الجائزة                                                   | الفئة                    | المُرشّح/العمل                              | النتيجة  |
| ----- | --------------------------------------------------------- | ------------------------ | ----------------------------------------- | -------- |
| 1997  | جائزة مراجعة التصميم السنوية لمجلة I.D. للوسائط التفاعلية | —                        | Gurl.com                                  | فوز      |
| 1997  | جائزة مجلة New York                                       | —                        | إيستر دريل، هيذر ماكدونالد، وريبيكا أوديس | فوز      |
| 1998  | جائزة ويبي                                                | نمط الحياة               | Gurl.com                                  | فوز      |
| 2013  | النسخة الثالثة من جوائز Streamy                           | أفضل سلسلة DIY أو How-To | Do It, Gurl                               | قالب:رُشّح |